# Ali Pur
Ali Pur (o Alipur) è una suddivisione dell'India, classificata come census town, di 16.623 abitanti, situata nel distretto di Delhi Nord Ovest, nello territorio federato di Delhi. In base al numero di abitanti la città rientra nella classe IV (da 10.000 a 19.999 persone).

## Geografia fisica
La città è situata a 28° 48' 0 N e 77° 9' 0 E e ha un'altitudine di 209 m s.l.m..

## Società

### Evoluzione demografica
Al censimento del 2001 la popolazione di Ali Pur assommava a 16.623 persone, delle quali 9.708 maschi e 6.915 femmine. I bambini di età inferiore o uguale ai sei anni assommavano a 2.531, dei quali 1.418 maschi e 1.113 femmine. Infine, coloro che erano in grado di saper almeno leggere e scrivere erano 11.334, dei quali 7.140 maschi e 4.194 femmine.